# Santuário de Fátima da Serra Grande
O Santuário de Fátima da Serra Grande, projeto do arquiteto Sérgio Linhares, é um santuário da Igreja Católica dedicado a Nossa Senhora de Fátima, localizado na Serra de Ibiapaba, cidade de São Benedito, no Estado do Ceará. A igreja é administrada pelo Padre Antônio Irineu Martins, o reitor. O santuário é composto pela igreja, várias capelas e espaços de apoio.

## História
A passagem da Virgem Peregrina de Fátima na região na década de 1950, e a oferta de uma imagem de Nossa Senhora de Fátima à paróquia, em 2006, estiveram na origem da edificação deste santuário. Antes da erecção do santuário, o local abrigava uma imagem de Nossa Senhora de Fátima num terreno dito santo, por suas reportadas aparições marianas.
Francisco Antônio e um grupo de Sambeneditenses radicados em Fortaleza, adquiriram uma linda imagem de Nossa Senhora de Fátima de 1,30 metros. Esta imagem foi abençoada em solene liturgia presidida pelo Padre Amorim, no Santuário de Fátima em Fortaleza. No dia 4 de julho de 1998 a imagem chegou a São Benedito conduzida por Dom José Bezerra Coutinho, bispo emérito de Estância, e por uma grande comitiva vinda de Fortaleza. Dom Coutinho faz parte desta história, pois foi vigário de São Benedito e um grande devoto e incentivador da devoção à Santíssima Virgem de Fátima.
O santuário foi construído pela Igreja Católica já na qualidade de um dos maiores centros de romaria do Nordeste, sendo dedicado aos numerosos devotos que visitam a cidade de São Benedito para comprovar as diversas aparições da Santa na cidade. Ainda durante a sua reforma, esta sede católica já atraía, por mês, cerca de quinze mil fiéis vindos de diversas localidades.

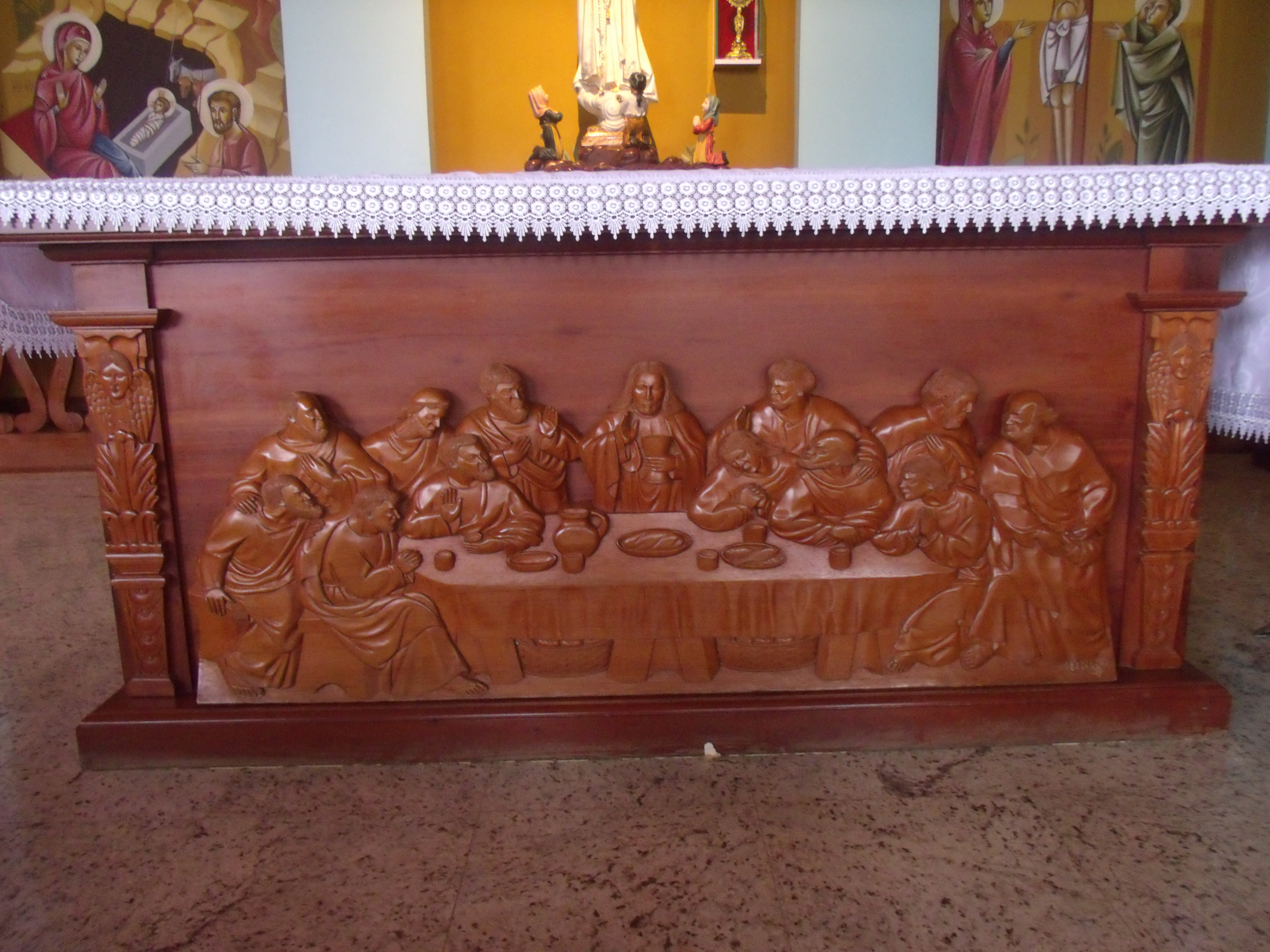
Santa Ceia, entalhada em madeira, no interior do santuário.

O Padre Antônio Martins Irineu, actual reitor, foi um dos seus principais mentores, idealizando a sua inserção nos roteiros do turismo religioso cearense. Pela sua localização estratégica, é previsto que o santuário seja ponto de parada para quem vêm do Piauí e cidades próximas, em busca de outros centros de fortes devoções santuárias do Ceará, como Canindé e Juazeiro, constituindo-se como corredor do turismo “motivado pela religiosidade, pela cultura religiosa”.

## Estrutura
Toda a obra, orçada em 12 milhões, esta sendo custeada pelas ofertas dos fiéis. Até aqui já realizamos 70% da obra. Estes números expressam a magnitude deste Santuário com seus cinco mil e duzentos metros quadrados de área construída.
Além do templo principal, o complexo conta ainda com várias capelas auxiliares: 2 Capelas do Santíssimo, capela da Misericórdia, Capela Mãe de Deus, Capela dos Pastorinhos. Sala dos milagres. Sete salas para confissão. Duas sacristias amplas. Reitoria e administração. 50 sanitários. Capela do batismo. Passarela das bênçãos. Coro. Sala de musica. Estúdio para transmissão radiofônica. Praça e fonte dos três pastorinhos. Via-sacra em tamanho natural no canteiro central da avenida Paixão de Cristo. Duas praças e um grande estacionamento interno. Posteriormente, compondo o Complexo do Santuário serão construídos dois anexos. Um centro de apoio aos romeiros e um centro de pastoral.

## Dedicação
O templo foi dedicado a 17 de maio de 2015, com a presença do reitor do Santuário de Fátima de Portugal, o Padre Carlos Cabecinhas.
A celebração da Dedicação litúrgica foi presidida por D. Giovanni d'Aniello, Núncio Apostólico no Brasil, estando também presentes todos os bispos do Ceará e alguns do Piauí, assim como um grande número de sacerdotes, tanto da diocese de Tianguá, a que pertence o santuário, como também das dioceses vizinhas, tendo assistido à celebração cerca de sete mil fiéis. No decorrer da celebração foi entronizada a imagem de Nossa Senhora de Fátima, tendo o reitor Carlos Cabecinhas colocado nas suas mãos o rosário oficial, igual ao colocado na imagem venerada na Capelinha das Aparições no santuário português. Por ocasião dessa celebração, foram oferecidas ao novo santuário algumas relíquias dos pastorinhos beatificados, Francisco e Jacinta Marto, pela Irmã Ângela de Fátima Coelho, postuladora da Causa da canonização dos Pastorinhos de Fátima.
Em 2010 a edificação do santuário foi analisada pela revista de geografia franco-brasileira Confins numa perspectiva geográfica e fenomenológica, considerando-o uma forma simbólica de atracção turística. Concluiu-se que a imagem simbólica de Maria teve papel fundamental na fixação e aceitação do santuário.